# لورينزو ستايتي
لورينزو ستايتي (بالإيطالية: Lorenzo Staiti)‏ (27 فبراير 1987 بتريفيزو في إيطاليا - ) هو لاعب كرة قدم إيطالي في مركز الوسط. لعب مع نادي فيرتوس إينتيلا وBassano Virtus 55 ST ‏ وAC Sambonifacese ‏.

## وصلات خارجية
- لورينزو ستايتي على موقع قاعدة بيانات كرة القدم.إي يو (الإنجليزية)
- لورينزو ستايتي على موقع Soccerway.com (الإنجليزية)